# Diogenornis
Diogenornis je izumrli prapovijesni rod ptica neletačica, bliski je srodnik s današnjim nanduima. Monotipičan je, zasad je poznata samo jedna njegova vrsta, Diogenornis fragilis. Živio je tijekom paleocena. 1983. opisao ga je brazilski znanstvenik Herculano Marcos Ferraz de Alvarenga. 